# Manuel Arias y Porres
Manuel Arias y Porres (né le 1er novembre 1638 à Alaejos, en Espagne et mort le 16 novembre 1717 à Séville) est chevalier de l'ordre de Saint-Jean de Jérusalem dans lequel il remplit les fonctions de commandeur, de grand bailli, de prieur de Castille et d'ambassadeur de l'Ordre. Il est ensuite archevêque et  un cardinal du XVIIIe siècle.

## Biographie
D'une illustre famille, il est le fils de Gomez Arias et de Catalina de Porres.
Arias est présenté de minorité dans l'ordre de Saint-Jean de Jérusalem et est envoyé à Malte en 1652 à l'âge de quatorze ans. En 1662, il est vice-chancelier de l'Ordre, et en 1668 il devient commandeur de Benavente, de Viso (près de Madrid) en 1674, de Tevenes en 1676 et de Quiroga en 1683.
Il obtient alors la responsabilité de grand bailli qu'il quitte pour retourner en Espagne en 1689. En 1690, il est ambassadeur d'Espagne au Portugal. Il est frère chevalier et refuse de devenir frère prêtre. En 1692, il est lieutenant du prieur de Castille, ambassadeur de l'Ordre auprès du roi d'Espagne et lui-même prieur de Castille.
De décembre 1692 à janvier 1696, il est gouverneur du haut conseil de Castille contre sa volonté. Il se retire à Viso, mais il est renommé, en mars 1699, toujours comme son gré, par le roi, pour résoudre la révolte du pain à Madrid, il démissionne en novembre 1703.
Arias est membre de la « Junta de gobierno » après la mort de roi Charles II d'Espagne entre novembre 1700 et février 1701. Il est conseiller d'état de Philippe V d'Espagne de 1701 à 1703. Dans la question de la succession espagnole, Arias est supporteur de la partie des Français.
Il est élu archevêque de Séville le 3 avril 1702 et reçoit la pallium le 8 mai 1702. Consacré, le 28 mai 1702, au « Colegio Imperial de Jésuites » de Madrid par Padro Portocarrero Guzman. Tombé en disgrâce, il retourne à son archidiocèse en décembre 1704. Après la rupture des relations de l'Espagne avec le Saint-Siège en 1709, Arias est un des quatre prélats qui ne suivent pas les ordres du roi Philippe V.
Le pape Clément XI le crée cardinal in pectore lors du consistoire du 18 mai 1712. Sa création est publiée en 1713.

## Source
- Fiche du cardinal sur le site fiu.edu